# Gaudiano
Luca Gaudiano, noto semplicemente come Gaudiano (Foggia, 3 dicembre 1991), è un cantautore italiano.

## Biografia
Nell'ottobre 2020 viene selezionato per il programma AmaSanremo che funge da semifinale per Sanremo Giovani 2020, durante il quale propone il singolo Polvere da sparo.
Raggiunge così la finale, tenutasi in diretta su Rai 1 il 17 dicembre, al termine della quale entra, superando la concorrenza iniziale di ben 961 brani arrivati alla commissione musicale, nell'elenco degli otto giovani artisti partecipanti al Festival di Sanremo 2021 nella sezione Nuove Proposte.
Il 2 marzo 2021 esordisce a Sanremo esibendosi con il singolo Polvere da sparo, in cui racconta il dramma per la perdita del padre. Accede così alla finale della quarta serata, in cui si classifica primo, vincendo il Festival di Sanremo 2021 nella sezione Nuove Proposte. Alla consegna del premio dedica la vittoria al proprio padre, venuto a mancare due anni prima per un cancro al cervello.
Il 1º maggio 2021, in diretta su Rai 3 e Rai Radio 2, si esibisce a Roma sul palco del tradizionale concerto organizzato da CGIL, CISL e UIL la cui edizione per l'emergenza COVID-19 si svolge in via straordinaria presso l'Auditorium Parco della Musica; nell'occasione interpreta, per la prima volta in versione acustica, il brano vincitore del Festival di Sanremo 2021 della sezione Nuove proposte.
L'8 luglio 2022 esce il suo primo album in studio L'ultimo fiore, già anticipato dai due singoli Oltre le onde e 100 kg di piume, brano con il quale partecipa, nella tappa di Porto Piccolo (Trieste), al TIM Summer Hits in onda in prima serata su Rai 2.
Nel 2023 è uno dei concorrenti di Tale e quale show su Rai 1, in cui si aggiudica la vittoria.
Il 15 e il 16 ottobre dello stesso anno sostituisce Ramin Karimloo nel ruolo del Fantasma nelle repliche di The Phantom of the Opera al Teatro degli Arcimboldi di Milano.
A dicembre del 2024 e gennaio del 2025 interpreta il ruolo di Tony nel musical "West Side Story" a Roma, Firenze e Bologna.

## Discografia

### Album in studio
- 2022 – L'ultimo fiore

### Singoli
- 2020 – Le cose inutili
- 2020 – Acqua per occhi rossi
- 2020 – Polvere da sparo
- 2021 – Rimani
- 2022 – Oltre le onde
- 2022 – 100 kg di piume
- 2022 – L'ultimo fiore
- 2023 – Numeri

## Riconoscimenti
- Festival di Sanremo 2021
  - Vincitore sezione Nuove proposte[8]